# 하이푸론텍터

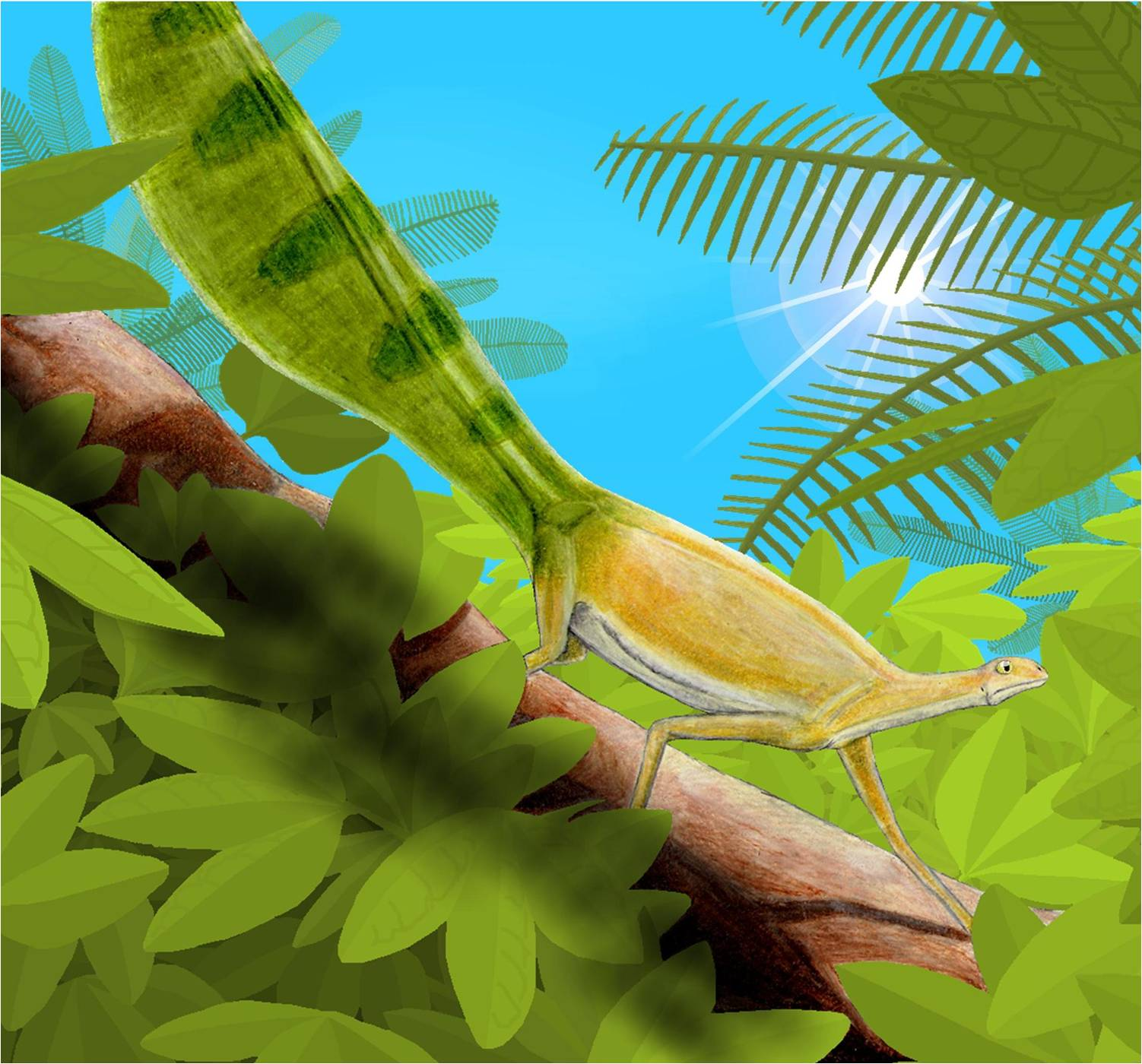

하이푸론텍터(학명:Hypuronector limnaios)는 도마뱀목 드레파노사우루스과에 속하는 도마뱀이다. 지금은 멸종한 종으로서 전체적인 몸길이가 12cm였던 매우 작은 소형 도마뱀에 속한다.

## 특징
하이푸론텍터는 트라이아스기 시대의 멸종된 드레파노사우루스 파충류의 속성으로 현재 뉴저지에 살고 있다. 그 이름의 어원은 발견자들에 의해 가정된 수생 습관에 대해 언급하면서 "호수에서 온 깊은 꼬리 수영 선수"로 번역된다. 하이푸론텍터는 수목형 메갈란코사우루스와 관련이 있었다. 그것은 길이가 12cm(4.7인치)에 불과한 작은 동물이었다. 지금까지 수십 개의 하이푸론텍터 표본이 알려져 있지만 그럼에도 불구하고 과학자들은 완전한 해골을 발견하지 못했다. 이것은 하이푸론텍터의 신체나 생활방식을 재구성하려는 시도를 매우 투기적이고 논쟁의 여지가 있는 것으로 만든다. 그들의 진화적 관계에도 불구하고 일부 과학자들은 하이푸론텍터가 다른 드레파노룡과는 다른 생태적 틈새를 가졌을지도 모른다고 제안했다. 메갈란코사우루스는 수목 카멜레온과 같은 동물이라는 것은 오래 전부터 받아들여져 왔다. 하이푸론텍터는 노끈처럼 깊은 꼬리와 고대 호수 바닥에서 잔해가 발견되었다는 사실 때문에 반비례적으로 수생물로 제안되어 왔다. 그러나 그것의 사지 형태학에 대한 여러 연구와, 광대한 무두근 근육질의 증거가 없는 다소 섬세한 꼬리 척추뼈는 수생 가설을 배제하고 그것은 다른 드레파노룡처럼 수목적이었을 가능성이 높다. 아마도 더 극단적으로 사지 비율을 가진 것으로 특히 길쭉한 앞다리 때문에 글라이더 또는 전단이라고 제안되어 왔다. 이것들은 날다람쥐처럼 파타지아를 가진 동물과 일치한다. 하이푸론텍터는 생존했던 당시엔 황색의 몸과 흰색의 배를 가졌으며 꼬리 부분은 녹색을 띄고 있었던 종으로 추정되며 양턱에는 총 5~15개의 작은 삼각형 모양의 이빨을 가졌던 종이다. 먹이로는 당대에 서식했던 곤충, 절지동물 등을 잡아먹고 살았던 육식성의 도마뱀으로 추정되는 종이다.

## 생존시기와 서식지와 화석의 발견
하이푸론텍터가 생존했던 시기는 중생대의 트라이아스기 후기로서 지금으로부터 2억년전~1억 8000만년전에 생존했던 종이다. 생존했던 시기에는 북아메리카를 중심으로 하는 초원이나 밀림에서 주로 서식했었던 도마뱀이다. 화석의 발견은 2001년에 미국의 트라이아스기에 형성된 지층에서 미국의 고생물학자들에 의하여 처음으로 화석이 발굴되어 새롭게 명명된 종이다.

## 같이 보기
- 파충류
- 중생대
- 트라이아스기
- 도마뱀
- 화석